# Eremomusca wakii
Eremomusca wakii är en tvåvingeart som beskrevs av Wayne N. Mathis och Ohishi 2008. Eremomusca wakii ingår i släktet Eremomusca och familjen vattenflugor. Inga underarter finns listade i Catalogue of Life.